# Appomattox Court House
Ne doit pas être confondu avec Parc historique national Appomattox Court House.
Le palais de justice d'Appomattox (en anglais : Appomattox Court House) est un édifice public américain situé à Appomattox, en Virginie, construit en 1892. 

## Situation
Le palais s'élève au centre de la ville, sur Court Street, à proximité du siège de l'administration du comté. 

## Histoire

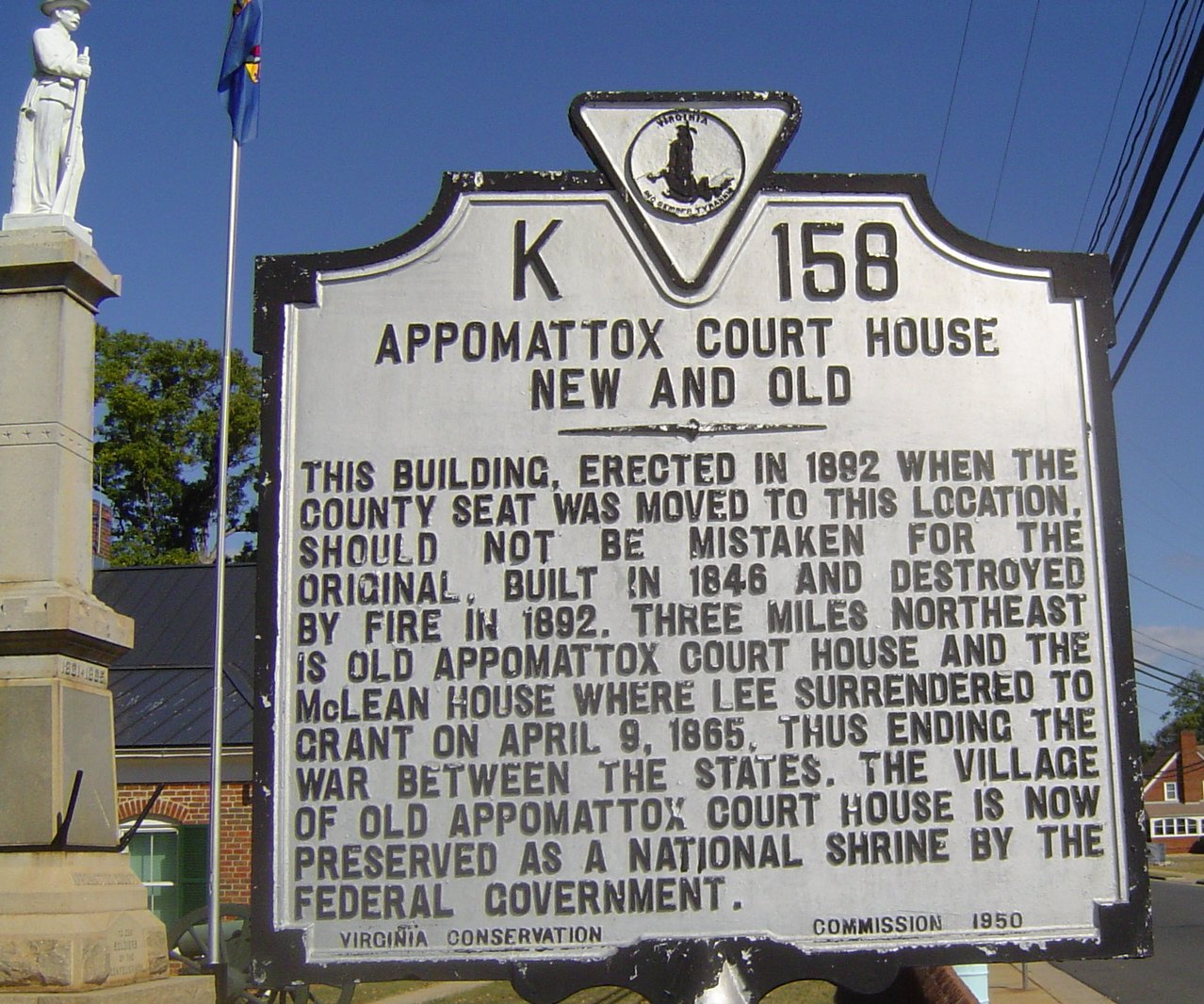
Panneau d'information sur l'ancien et le nouveau palais de justice

Avant la guerre de Sécession, le siège du comté se trouvait au village de Clover Hill, à environ 5 km au nord-est, qui correspond aujourd'hui au site historique national d'Appomattox Court House. C'est dans ce lieu que se déroula la reddition du général Robert Lee le 9 avril 1865, mettant fin à la guerre de Sécession.
Lorsque le tribunal du village de Clover Hill est incendié en 1892, on décide de le reconstruire à cinq kilomètres de là, à West Appomattox où le siège du comté est également transféré trois ans plus tard.